# Parafia Narodzenia Najświętszej Maryi Panny w Lubiniu
Parafia Narodzenia Najświętszej Maryi Panny w Lubiniu – rzymskokatolicka parafia w Lubiniu, należy do dekanatu Krzywińskiego. Powstała w 1070 roku. Jest prowadzona przez zakon benedyktynów.